# Regina Echeverria
Regina Echeverria 6 de agosto de 1945 (79 años) es una periodista, y escritora brasileña.
Trabaja en el periodismo desde 1972, actuando en diversos diarios renombrados del Brasil. Trabajó en O Estado de São Paulo, Jornal da Tarde, Folha de São Paulo, y en las revistas Veja, IstoÉ, Placar, y A Revista.
En televisión ha trabajado en Abril Vídeo, TV Bandeirantes, RedeTV!, SBT. Se especializó en perfiles de personalidades de la música y de la cultura brasileña, publicando diversos libros en toda su carrera.

## Obra
- Cazuza, só as mães são felizes. 397 pp. ISBN 8525012742 (1997)

- Cazuza, preciso dizer que te amo (2001)

- Pierre Verger, um retrato em preto e branco (2002)

- Furacão Elis (2006)

- Gonzaguinha e Gonzagão, uma história brasileira (2006)

- Mãe Menininha do Gantois, uma biografia (2007)

- Furacão Elis. Editor Ediouro Publ. 247 pp. ISBN 8500021675 en línea(2007)